# FIFA 12
ФИФА 12 (у Северној Америци службено FIFA Soccer 12) деветнаесто је издање у фудбалском серијалу  ФИФА од Електроник Артса. Традиционално, произвођач је ЕА Канада, а игру широм света издаје ЕА Спортс. Први је пут издата у септембру 2011, И то за PlayStation 3, Xbox 360, Wii и PlayStation 2 конзоле; те за PlayStation Portable, Нинтендо 3ДС, Сони Ериксон Икспериа Плеј и иОС уређаје. Осим Windows, доступна је и PC верзија за Мекинтош.
ЕА-ов дизајнер Давид Рутер обећао је „револуционарну годину за ФИФА-у ... посебно што се тиче начина играња." У Уједињеном Краљевству раније је издат Ултимат Тим, који је укључивао 4 месечна пакета са посебним фудбалским тимом. Сваки пакет садржи 12 пакета: играче, уговоре, стадионе, тренере, управу, фитнес, лекаре, лопте, дресове и грбове; са једним посебним предметом у сваком пакету. 22. јуна 2011. ЕА Спортс је најавио да ће верзија за Windows имати исти енџин, опције, и такмичења као PlayStation 3 и Xbox 360 верзије.
Заједно с другим спортским насловима Електроникс Артса, ФИФА 12 је три дана пре званичног издања била доступна корисницима сезонских карата ЕА Спортса. Датум демо-издања игре најављен је Гамеском конференцији у Немачкој, те је 13. септембар 2011. био доступан за скидање na Microsoft Windows, иако је демо за PlayStation 3 у Европи био доступан тек идући дан.